# 白夜行
『白夜行』（びゃくやこう）は、東野圭吾の小説。集英社『小説すばる』1997年1月号から1999年1月号に連載され、1999年8月に刊行された推理長篇である。「白夜」とは「日の出前および日没後のかなり長い時間にわたって薄明が続く現象」である。
連作短篇として連載されたが、単行本は長篇に再構成して刊行された。発行部数は2005年11月の時点で55万部程度だったが、テレビドラマ第1話放送前後に売れ行きが伸び、2006年1月に100万部を突破。2010年12月時点で200万部を超えた。
2005年に舞台化、2006年にテレビドラマ化された。2009年に韓国で、2011年に日本で映画化されている。

## あらすじ
1973年の夏、大阪の廃ビルで質屋殺しが起こる。捜査線上に何人もの容疑者が浮かび上がる中、被害者に売春していたという噂のある西本文代を刑事の笹垣はマークしていた。しかし、文代はガス漏れ事故で死亡し、母子家庭だった娘の雪穂は裕福な親戚に引き取られる。
容姿端麗で成績優秀な雪穂は私立の名門女学校に進学するが、貧しかった過去を知る同級生に噂を広められる。その同級生は何者かにレイプされ、犯人が立ち去った直後、雪穂は助けるふりをして弱みを握る。成長した雪穂は富豪の御曹子である篠塚を狙い、篠塚の恋人である江利子をレイプによって排除し、自分が妻の座についた。
質屋の殺人事件当時小学5年生だった被害者の息子・桐原亮司は、成長して売春組織の経営やゲームソフトの偽造など裏稼業に精通するようになる。看護師の典子を籠絡して青酸カリを盗ませ、雪穂を脅迫する子供時代の知り合いを毒殺し、刑事の笹垣をも殺そうと企てる亮司だが、実は、子供時代の雪穂と亮司は図書館で出会った友人同士だった。事件当日、廃ビルで父親が雪穂を襲うのを目撃した亮司は、無我夢中で父親を刺殺してしまう。亮司の父親が買春していたのは母親の文代ではなく、小学3年生の雪穂だったのだ。それ以来、雪穂と亮司が直接会う機会はなかったが、秘密の連絡手段を通じて繋がりを持ち、亮司は雪穂のためにレイプや殺人を繰り返していた。エビとハゼのように決して交わることのない2人の関係は、共生関係であり、幼い頃に失った心を互いに補完し合い、生きていくための犯罪行為を助け合っていたのである。
刑事を退職する年齢になっても、笹垣は質屋殺しの事件を追い続けていた。雪穂と亮司の一連の動きやそれぞれの関与に少しずつ気づき、2人の周辺人物からの証言や調査によって真相に迫っていく。そして、小学生の雪穂が自ら裕福な親戚に近づいた上で、母親を事故に見せかけて殺害したと笹垣は確信する。
金と人脈を手に入れた雪穂は実業家として成功し、大阪に新しい高級ブティックをオープンさせる。亮司は販促のアルバイトとして店の近くにいるところを警察に発見され、追い詰められて自殺する。その現場を目撃した雪穂は無関係を装い、大切な店へと戻っていくのだった。

## 特徴
1973年の夏に起こったある事件から1992年までの2人の主人公の19年間を描く長編小説。彼らの心理描写は意図的に排され、彼らを取り巻く様々な人間たちの視点を通してその言動が示されていく。

## 主な登場人物
桐原亮司（きりはら りょうじ）
19年前の事件の被害者の息子。幼少の頃より、暗く沈んだ瞳に感情の乏しい表情をしていた。他人との関わりを極端に避ける一方、学生時代には主婦売春の斡旋やゲームソフトの偽造といった裏稼業に手を染める。頭の回転が速く、ソフトウェアに関する知識はプロ並み。年代物の鋏を愛用し、切り絵を制作することを好んだ。
唐沢（西本）雪穂（からさわ（にしもと） ゆきほ）
19年前の事件の容疑者の娘。際立った美貌を持つ少女。小学生時代は貧しい生活を送っており、質屋殺しの容疑者として母親が挙げられた後、その母親を事故で失う。その後、唐沢家の養女となり、学業や礼儀作法を習得していく。その美貌に加え、成績も優秀であったが故に、周囲からの妬みも多かった。そして、彼女に関わる人物は不幸に見舞われることが多い。
笹垣潤三（ささがき じゅんぞう）
大阪府警の捜査一課所属の刑事。事件を担当する中で、亮司と雪穂の周囲で頻発する不可解な出来事に疑念を抱き、二人を追い続ける。セブンスターを愛煙する。
古賀久志（こが ひさし）
大阪府警の捜査一課所属。笹垣と共に本件を捜査する。後にエリートコースを歩む。笹垣とは同僚であると同時に親戚でもある。
桐原洋介（きりはら ようすけ）
質屋「きりはら」の主人で、亮司の父。事件の被害者。息子を深く可愛がっていたが、一方で特殊な性的嗜好を持っていた。
桐原弥生子（きりはら やえこ）
亮司の母。洋介の死後、質屋の経営が立ち行かなくなり、喫茶店経営に失敗した後、スナックを開いて生計を立てている。亮司に対して母親らしいことができなかったと自覚している。
松浦勇（まつうら いさむ）
「きりはら」の店長。質屋の経営を取り仕切り、桐原家の内情に通じている男。後にゲームソフトの海賊版のブローカーとして暗躍し、亮司に接近する。
西本文代（にしもと ふみよ）
雪穂の実母。容疑者としてリストアップされた直後、自宅でガス中毒事故により死亡した。
唐沢礼子（からさわ れいこ）
雪穂の親類。後に雪穂を養女として引き取り、厳格に作法を教え込む。
秋吉雄一（あきよし ゆういち）
亮司の中学時代の同級生。雪穂の隠し撮りをしていた。
菊池文彦（きくち ふみひこ）
亮司と雄一の中学時代の同級生。亮司の母・弥生子の秘密の写真を持っていたが、その後、ある事件の犯人に仕立て上げられる。
藤村都子（ふじむら みやこ）
中学時代、人気者の雪穂に嫉妬し、根も葉もない噂などを流していたが、自身に起きたある事件をきっかけに雪穂と和解する。
川島江利子（かわしま えりこ） → 手塚江利子（てづか えりこ）
中学からの雪穂の親友。才色兼備な雪穂に惹かれ、行動を共にする。大学で同じクラブの男性と恋仲になるが、その直後に残酷な事件に巻き込まれる。
園村友彦（そのむら ともひこ）
亮司の高校時代からの同級生。亮司が仕掛けた売春パーティーで知り合った主婦と肉体関係を持った結果、トラブルに巻き込まれる。しかし、亮司の機転により窮地を脱してからは彼に恩義を感じ、裏稼業を手伝うようになる。独学でプログラミングを習得していた。
西口奈美江（にしぐち なみえ）
大手銀行の行員。売春パーティーに出席した人物の一人。当初は場に馴染めず逃げ出そうとするが、亮司の策略によって偽ソフト製造の経理を担当することになる。交際している男性に貢ぐうちに、悪事に手を染めていく。
中道正晴（なかみち まさはる）
大学生。家庭教師のアルバイトで唐沢家を訪れるうちに、教え子の雪穂に恋心を抱く。しかし、雪穂の出生の秘密を探るうちに疑念を抱く。仲間内でゲームプログラムを制作していたが、作品を亮司に盗用される。
篠塚一成（しのづか かずなり）
大手製薬会社の御曹司。大学時代にソシアルダンス部の部長を務めた。入部してきた雪穂を初めて見た時から底知れない恐ろしさを感じ、後にその動向を調査する。一方で江利子に好意を抱いていたが、ある事件によって関係は途絶えてしまう。
倉橋香苗（くらはし かなえ）
ソシアルダンス部に所属し、一成の恋人。他の女性を敵視する。
高宮誠（たかみや まこと）
電気部品製造会社に所属。ダンス部時代に雪穂と知り合い、やがて婚約する。しかし、結婚後は雪穂に翻弄され、密かに他の女性に好意を寄せてしまう。
三沢千都留（みさわ ちづる）
派遣社員。誠と仕事をする中で、恋心を抱く。
中嶋弘恵
亮司のパソコンショップで働いていた。アルバイト先で友彦と知り合い、恋仲になる。
今枝直巳（いまえだ なおみ）
探偵事務所を経営。一成からの依頼で雪穂の調査を行う。やがて、雪穂の出生の秘密から亮司との関係に迫る。
菅原絵里（すがわら えり）
専門学校生。居酒屋でアルバイトをする傍らで今枝の仕事を手伝い、好意を寄せる。
栗原典子（くりはら のりこ）
薬剤師。ソフト会社に勤務していた「秋吉雄一」を名乗る人物と交際していた。
篠塚康晴（しのづか やすはる）
製薬会社の常務。前妻は事故で亡くなっている。雪穂に惹かれ婚約を決意し、反対する一成の左遷を強行する。
篠塚美佳（しのづか みか）
康晴の前妻の娘。雪穂を強く嫌っている。

## 書誌情報
- 単行本：1999年8月5日発売[1]、集英社、ISBN 4-08-774400-0
- 文庫本：2002年5月17日発売[3]、集英社文庫、ISBN 4-08-747439-9

## 影響
元フィギュアスケート選手の町田樹は現役時代この小説に感銘を受け、2013年のエキシビションのプログラムとして自ら振付を行い、作品の世界をテレビドラマ版の劇伴曲「白夜を行く」を使用したスケートプログラムとして表現した。主人公の桐原亮司に扮し、青を基調に左手のみを赤く血に染めたイメージの衣装で悪と良心の葛藤を表し、氷上に横たわり死を迎えるまでを演じて、亮司の自己犠牲や作品の世界観を描いた。

## 舞台劇
2005年9月から12月まで、劇団スタジオライフにて2部構成で舞台化された。

### 出演
キャストは4チームに分かれる
- 唐沢雪穂 - 及川健、舟見和利、岩﨑大
- 桐原亮司 - 山本芳樹、笠原浩夫
- 篠塚一成 - 曽世海児

### スタッフ
- 脚本・演出 - 倉田淳

### 劇場
- 第1部：紀伊國屋ホール（東京）、梅田芸術劇場 シアター・ドラマシティ（大阪）
- 第2部：シアター1010（東京）、大阪厚生年金会館 芸術ホール（大阪）

## テレビドラマ
2006年1月12日から3月23日までTBS系列で、毎週木曜日21時 - 21時54分（初回は1時間拡大）に放送された日本のテレビドラマ。主演は山田孝之と綾瀬はるかで、2004年のテレビドラマ『世界の中心で、愛をさけぶ』で共演したコンビによる共演となった。脚本・プロデューサーも同じメンバーで、主題歌「影」も柴咲コウが担当する。
日本テレビ系列の秋田放送も、9日遅れの毎週土曜日の午後に放送した。
第48回ザテレビジョンドラマアカデミー賞で本作が4冠を達成した。最優秀作品賞と主演男優賞を山田孝之、助演女優賞を綾瀬はるか、助演男優賞を武田鉄矢、それぞれ受賞した。
前述の町田樹によるフィギュアスケートプログラムでは、本テレビドラマ版の劇伴曲が使用された。

### あらすじ
幼少時、初恋の少女を助けるために父親を殺した少年と、その少年を庇うために母親の命を奪った少女の残酷な14年間の愛の軌跡を描いた物語である。

### ストーリー考察
原作ではほとんど描かれていなかった亮司と雪穂の関係を映像化し、2人の葛藤や成長などの心理的部分を中心に描いているが、時代の整合性上、殺人事件が発生したのが1973年ではなく1991年となった（当時の殺人罪の公訴時効が15年だったため、ドラマが放送された2006年11月11日に時効を迎える設定で、亮司が切り絵に日付を残している。その後2010年4月27日に刑事訴訟法が改正され、日本では殺人罪を含む凶悪犯罪の時効は撤廃された。原作にも共通するが、時効の有無に関係なく、「十四歳に満たない者の行為は、罰しない。」と定めた刑法第41条により、亮司の父に対する殺人事件や雪穂の母の死亡事件については、仮に犯人が判明しても逮捕訴追されることはない。
石丸彰彦プロデューサーは雑誌のインタビューで、主人公の2人の関係を可視化するなど、原作から大幅に手を加えたことについて「亮司と雪穂をモンスターにしたくなかった」と語っており（『ザテレビジョン』より）、その製作意図が第10話での、笹垣潤三と谷口真文とのビジネスホテルでのやり取りのシーンの中に表れている。
。

### キャスト

#### 主要人物
桐原 亮司
演 - 山田孝之（18 - 25歳）（幼少時代：泉澤祐希）
主人公。
図書館で仲良くなった雪穂に初恋をし、やがて父が彼女にしていたことを知って怒りのあまり殺害してしまう。
切り絵を得意とし、雪穂から贈られたケースにハサミを入れて常に身に付けている。高校生になり再会してからは、雪穂に「亮」と呼ばれる。
唐沢（西本） 雪穂
演 - 綾瀬はるか（18 - 26歳）（幼少時代：福田麻由子）
図書館で出会った亮司と幼い初恋を育むが、実は母親・文代に売られて性的虐待を受けており、自分をかばうために父（洋介）を殺した亮司をかばうべく文代を犯人に仕立て上げるためにガスによる心中に見せかけて殺害した。高校生になり再会した亮司と運命的な関係を築く。
『風と共に去りぬ』を愛読し、スカーレット・オハラに憧れている。

#### 桐原家
桐原 洋介
演 - 平田満
亮司の父で『きりはら』の店主。
桐原 弥生子
演 - 麻生祐未
亮司の母で、元ホステス。松浦と浮気していた。
夫の死後、夫の殺害現場に「スナックやえこ」を開業する。亮司がいなくなって初めて大切さに気づいた女性。心の苦しさから逃れるため、アルコール依存症となり、最後はリストカットにより自死、身内に引き取りを断られたため笹垣（次項）が荼毘に伏す。

#### 警察関係者
笹垣 潤三
演 - 武田鉄矢
最初の事件を担当していた刑事。
事あるごとに「歎異抄」の一節を口ずさむ（後述）。亮司と雪穂に強い興味を持ち、一旦事件が決着した扱いとなった後も事件の真相を知ろうと調査を行うが、警察機構の中では終了した事件の捜査はタブーであり、さらにはその勝手な捜査に度を超えた捜査手法を用いたため孤立、最終的には辞職し探偵となる。だが、彼にも「白夜」の世界の中で生き続ける理由があった。
古賀 久志
演 - 田中幸太朗
笹垣とコンビを組む新米刑事。
笹垣を警察における父親のように思っている。七味が好物で、カップ麺に大量に入れて食べるのが癖。
人事異動で笹垣と別の警察署に異動することが決まった後、有給休暇を取って笹垣の捜査に協力を試みるも、松浦を取り押さえるために揉み合い刺殺される。

#### 亮司の関係者
松浦 勇
演 - 渡部篤郎（特別出演）
質屋『きりはら』の元店員。
亮司の過去を知る一人であり、弥生子との不倫関係があったため、洋介死亡時には警察に関与を疑われないために弥生子と亮司と口裏合わせをした一方で、それをネタに亮司に売春など裏稼業をさせては上納金をピンハネする関係を作ってはいたものの、自身の生い立ちと亮司の生い立ちを重ね合わせて、亮司に対してある種のシンパシーを感じており、亮司を警察に売ることは最後までしなかった。
古賀刑事（後述）に逮捕されそうになった際に揉み合って古賀を殺害してしまうが、その直後に亮司に刺殺され、遺体を唐沢邸の庭に埋められる。
園村 友彦
演 - 小出恵介
亮司のたった一人の友人といえる。
ヤクザの妻と売春中に相手が死んだ事件について、亮司が屍姦して庇ったことで、亮司に一生付いて行くと誓う。だが亮司の本当の姿は知らない。亮司は、偽造キャッシュカードや偽造コンピューターゲーム制作などを行っていた時期に、名前の提示が必要な場面では園村の名を騙っていた。
菊池 道広
演 - 田中圭
最初の事件における遺体の第一発見者。
後にその事と、秋吉から入手した洋介と雪穂が写った写真（後述）で亮司をゆするが、亮司が仕組んだアリバイ工作でレイプ事件加害者の疑いがかかることになり、保護観察中だったため、アリバイ証言を条件にゆすりに使用した写真とネガフィルムを亮司に渡すこととなる。
西口 奈美江
演 - 奥貫薫
売春パーティーで亮司と巡り合った女性。普段は銀行員として働いているが、榎本（後述）に唆され横領に手を染めていた。
亮司に銀行員としての知識を伝え、彼らが偽造キャッシュカードを使用し他人の銀行口座から多額の現金を引き出す手助けをする。亮司は自分を逃がす手助けをしてくれたと思っていたが、実際は榎本に名古屋に逃げたことを知らせており、短期賃貸マンションに潜伏していたところを榎本の手先に殺害された。
榎本 宏
演 - 的場浩司
奈美江を利用し、金の横領を試みたヤクザ。
後に亮司に海賊版ゲームソフトの開発をさせる。
秋吉 雄一
演 - 尾上寛之
雪穂の容姿に惹かれ、よく写真を撮っていた、亮司の同級生。
同じく写真が趣味だった伯父が、亮司の父親と雪穂がビルに入る現場の写真を偶然撮影していた事が、菊池が亮司をゆするネタとなる。亮司は、ソフトウェア会社「メモリックス」に入社する時期以降、秋吉の名前を騙っていた。
栗原 典子
演 - 西田尚美
薬剤師。
ふられた直後に偶然亮司と知り合い（実際は亮司が偶然を装って度々遭遇していた）同棲する。小説家のふりをした亮司の要望に応え、勤務先から青酸カリを持ち出す。のちに亮司の子を宿し産むことになる。しかし亮司が秋吉雄一の名を騙っていたため、亮司が自分の元を去り、彼を探していた笹垣に出会って話を聞くまで、その本名を知らなかった。

#### 雪穂の関係者
唐沢 礼子
演 - 八千草薫（特別出演）
文代の死後、雪穂を引き取って育てた義母。華道の師範。
西本 文代
演 - 河合美智子
雪穂の生みの母。
多額の借金をし、その返済のために、自ら売春していたが、その後洋介から金を貰う引き換えに娘の雪穂を売る。雪穂の心中未遂によりガス中毒で死亡。
川島 江利子
演 - 大塚ちひろ
雪穂の高校時代からの親友。
雪穂に憧れている。しかし篠塚と交際したことに嫉妬した雪穂が亮司を動かし、レイプされたかのような写真を撮られてしまう。
藤村 都子
演 - 倉沢桃子
高校時代、容姿端麗な雪穂に嫉妬し、陰湿ないじめを行う。
だが雪穂が亮司と結託し亮司にレイプ（未遂だがそう見える写真を撮影）させ、その後都子を守るように見せかけて行動した雪穂と仲良くなる。
小竹 亮子
演 - 春日井静奈
雪穂の友人で「R&Y」の共同経営者。
篠塚 一成
演 - 柏原崇
篠塚製薬の御曹司で、雪穂が好意を寄せていた男性。雪穂の所属していたソシアルダンス部のOBで元部長。
交際していた江利子へのレイプ事件をきっかけとして雪穂に対して不信感を抱き、後に探偵となった笹垣の捜査に手を貸すこととなる。
高宮 誠
演 - 塩谷瞬
雪穂の所属するソシアルダンス部の副部長をしていた。
雪穂に惹かれ、後に夫となるが、雪穂が亮司に高宮が開発中のデータへの不正アクセスのために高宮のIDを渡すなど利用された挙句、DVと不倫をでっち上げられ離婚。

#### その他
三沢 千都留
演 - 佐藤仁美
高宮の勤務先で働いている派遣社員。
高宮は千都留に惹かれ、雪穂との結婚直前に彼女へのプロポーズを密かに計画していたが、亮司の策略で回避された。
谷口 真文
演 - 余貴美子
亮司と雪穂が幼い頃よく訪れていた図書館の司書。
2人が成長しても、普通の人間として接した。図書館のホームページのBBSに投稿された文章が2人からのものであったことを見抜く。
島崎
演 - 武野功雄
松浦らが常連客の居酒屋の店長。松浦の生い立ちを知っている。

#### ゲスト
第1話
- 西布施警察署刑事部長 - 五代高之

第2話
- 清華女子学園高校生徒 - 西田奈津美
- 藤村都子の母 - 大塚良重（第3話）
- 大江図書館職員 - 山内奈央（第4・5・7話）
- 古賀久志の妻 - 西山繭子（第5・6・8話）

第3話
- 警察官 - 藤森祥平（TBSアナウンサー）
- 西布施警察署刑事部長 - 水森コウ太
- 花岡夕子 - 朝岡実嶺
- 川田和子 - 川崎葉子
- 亮司・友彦の売春仲間 - 向井理 ※デビュー作

第4話
- アナウンサー - 鈴木順（TBSアナウンサー）
- 倉橋香苗 - 奥田恵梨華（第5話）

第5話
- 亮司に榎本からの海賊版ゲームソフト開発の仕事を持ち込んだ男 - 九十九一（第6話）

第6話
- 川島江利子の母 - 原田千枝子

第7話
- 西布施警察署刑事部長 - 須永慶（最終話）

第8話
- ソフトウェア会社「メモリックス」クライアント - 矢柴俊博
- ソフトウェア会社「メモリックス」社長 - 藤重政孝
- 秋吉雄一（桐原亮司）直属の部下 - 平田裕香（最終話）

第9話
- 唐沢礼子の近所のおばさん - 青木和代

第11話
- 雪穂に2号店の候補地を紹介する不動産屋 - 今井彰一
- アナウンサー - 向井政生（TBSアナウンサー）
- 「R&Y」2号店の店員 - 大村彩子

### スタッフ
- 原作 - 『白夜行』東野圭吾著（集英社刊）
- 脚本 - 森下佳子
- プロデュース - 石丸彰彦
- 演出 - 平川雄一朗、那須田淳、石井康晴、高橋正尚
- 音楽 - 河野伸
- 主題歌 - 柴咲コウ「影」（ユニバーサルミュージック）
- 音楽プロデュース - 志田博英
- 制作協力 - オフィスクレッシェンド
- 制作 - TBSテレビ
- 製作・著作 - TBS

### 放送日程
| 各話                                                       | 放送日        | サブタイトル                                                                                      | 演出       | 視聴率 |
| ---------------------------------------------------------- | ------------- | ------------------------------------------------------------------------------------------------- | ---------- | ------ |
| 第一話                                                     | 2006年1月12日 | 東野圭吾記念碑的名作奇跡のドラマ化!! 少年はなぜ父を? 少女はなぜ母を? 14年間の壮大な愛と絶望の物語 | 平川雄一朗 | 14.2%  |
| 第二話                                                     | 2006年1月19日 | 閉ざされた未来に                                                                                  | 平川雄一朗 | 13.4%  |
| 第三話                                                     | 2006年1月26日 | さよならの光                                                                                      | 那須田淳   | 11.0%  |
| 第四話                                                     | 2006年2月02日 | 罪と罰                                                                                            | 石井康晴   | 10.7%  |
| 第五話                                                     | 2006年2月09日 | 決別する二人                                                                                      | 平川雄一朗 | 11.8%  |
| 第六話                                                     | 2006年2月16日 | 白夜の終わり                                                                                      | 那須田淳   | 10.7%  |
| 第七話                                                     | 2006年2月23日 | 美しき亡霊の決意                                                                                  | 石井康晴   | 12.3%  |
| 第八話                                                     | 2006年3月02日 | 泥に咲いた花の夢                                                                                  | 平川雄一朗 | 12.3%  |
| 第九話                                                     | 2006年3月09日 | こぼれ落ちた過去                                                                                  | 高橋正尚   | 12.0%  |
| 第十話                                                     | 2006年3月16日 | 開く過去の扉                                                                                      | 平川雄一朗 | 12.6%  |
| 最終話                                                     | 2006年3月23日 | 白夜の果て                                                                                        | 平川雄一朗 | 14.1%  |
| 平均視聴率 12.3%（視聴率は関東地区・ビデオリサーチ社調べ） |               |                                                                                                   |            |        |

### 作中で登場した歎異抄の一節
笹垣潤三（演：武田鉄矢）が作中で呟いた歎異抄の一節は次の通り。
- 第1話：「悪をおそるるなかれ。弥陀の本願さまたげるほどの悪なきゆえに。」（第一章）
  - 現代語訳：悪を恐れることはない。阿弥陀仏の本願を妨げるほどの悪はないのだから。
- 第1話：「わがこころのよくて人殺さずにあらず。人害せじとおもうとも、百人千人殺すことあるべし。」（第十三章）
  - 現代語訳：自分の心が善良だから人を殺さないわけではない。いくら人を殺すまいと思っていても、百人や千人を殺してしまうこともあるだろう。
- 第3話：「この親鸞は父母供養のため、一返にても念仏そうらわず。」（第五章）
  - 現代語訳：この親鸞は、父母の供養のために念仏を唱えたことは一度もない。
- 第4話：「いづれの行もおよびがたき身なれば、地獄は一定すみかぞかし。」（第二章）
  - 現代語訳：どんな修行もできないこの自分なのだから、地獄こそが既に定まってしまっている自分の住みかなのだ。
- 第5話：「念仏申せば八十億劫の罪滅す」（第十四章）
  - 現代語訳：念仏を唱えれば十悪五逆といった重罪でも消滅する（と言うが、それは私たちが信ずべきことではない）。
- 第6話：「苦悩の旧里（ふるさと）捨てがたく、安らぎの浄土は恋しからず候。」（第九章）
  - 現代語訳：苦悩の多いこの世界は捨てがたいもので、安らぎの極楽浄土も恋しくはなれない。
- 第7話：「念仏は浄土に生まれる種あり。地獄におつべき業や、総じて存知せざるなり。」（第二章）
  - 現代語訳：念仏は浄土に生まれるためのものか、地獄に落ちるに違いない業か、全て私にも分からないことである。
- 第9話：「弥陀の本願、悪人成仏のためなれば」（第三章）
  - 現代語訳：阿弥陀仏の本願の真意は、悪人を成仏させるためのものである。

### 受賞
- 第48回ザテレビジョンドラマアカデミー賞[9][10]
  - 最優秀作品賞
  - 主演男優賞：山田孝之
  - 助演女優賞：綾瀬はるか
  - 助演男優賞：武田鉄矢

### 提供スポンサーについて
主人公が殺人犯である設定のため、花王が若竹色の提供クレジットを自粛した（この間、同社のCMは本編終了後にヒッチハイク扱いで流れていた）。
| TBS 木曜9時枠の連続ドラマ                   | TBS 木曜9時枠の連続ドラマ        | TBS 木曜9時枠の連続ドラマ                                  |
| 前番組                                      | 番組名                           | 次番組                                                     |
| ------------------------------------------- | -------------------------------- | ---------------------------------------------------------- |
| ブラザー☆ビート （2005.10.13 - 2005.12.22） | 白夜行 （2006.1.12 - 2006.3.23） | 渡る世間は鬼ばかり（第8シリーズ） （2006.4.6 - 2007.3.29） |

## 映画（韓国版）
韓国にて『백야행: 하얀 어둠 속을 걷다』（白夜行: 白い闇の中を歩く）のタイトルで映画化され、2009年11月19日に公開された。パク・シヌ監督。
日本では『白夜行 -白い闇の中を歩く-』の邦題で2012年1月7日に公開された。日本でのレイティングはR18+となっている。

### キャスト
- ハン・ドンス（笹垣潤三）：ハン・ソッキュ（日本語吹替：志村知幸）
- ユ・ミホ（唐沢雪穂）：ソン・イェジン（日本語吹替：甲斐田裕子）
- キム・ヨハン（桐原亮司）：コ・ス（日本語吹替：岩田翼）
- ソ・ヘヨン（桐原弥生子）：チャ・ファヨン（朝鮮語版）
- チャ・スンジョ（篠塚康晴）：パク・ソンウン （日本語吹替：青山穣）
- イ・シヨン：イ・ミンジョン（日本語吹替：嶋村侑）
- ヤクトン（園村友彦）：イム・ジギュ（朝鮮語版）
- パク・テホ（古賀久志）：チョン・ジョン
- チョ・ミヌ：パン・ジョンヒュン（朝鮮語版）
- パク・ミヨン：ユン・ダギョン
- チャ・ヨンウン（篠塚美佳）：ホン・ジヒ（朝鮮語版）
- ナ・ヒョン：ハン・イェウォン
- ミン・ギョンホ：ク・ボンジン
- カン・ジェドゥ（松浦勇）：チョン・インギ（朝鮮語版）
- ヤン・ミスク（西本文代）：チョ・ギョンスク（朝鮮語版）（日本語吹替：高橋里枝）
- キム・シフ（桐原洋介）：チェ・ジノ（朝鮮語版）
- ミホの養母（唐沢礼子）：イェ・スジョン
- イ・ジア（西本雪穂）：チュ・ダヨン（日本語吹替：下山田綾華）
- 幼いヨハン：ウォン・ドギュン
- ソンシク：（日本語吹替：櫻井トオル）
- 捜査班長：（日本語吹替：坂本くんぺい）

## 映画（日本版）
2011年1月29日公開の同小説を原作としたサスペンス映画。監督は深川栄洋、主演は堀北真希と高良健吾。第61回ベルリン国際映画祭・パノラマ部門正式出品作品。原作の時代考証に忠実であることを心がけ昭和55年から平成10年までの時代に応じたロケセットを準備、ロケは2010年3月から6月までの約3か月に渡り撮影、ロケ地は8都県に及んだ。特にラストシーンのロケでは300人にも上るエキストラが集められている。
全国210スクリーンで公開され、2011年1月29日、30日の初日2日間で興収は7,862万5,500円、動員は6万367人になり映画観客動員ランキング（興行通信社調べ）で初登場第6位となった。

### あらすじ
大阪の下町にある廃ビルで質屋の社長が他殺体で見つかった。容疑者が何人か現れるがいずれも決め手に欠けながら被疑者死亡で送検される。被害者の息子と容疑者の娘は別々の人生を歩んだかに見えたが、成長したその後の2人の周辺では不可解な事件がたびたび起こる。質屋殺しの事件に疑念を抱く刑事は長きにわたり事件を調べていくうちに自らの命も危険にさらされながら事件の真相に迫っていく。やがて恐ろしくも悲しい真相に到達したとき、元刑事となった男は2人への接触を図るが思わぬ結末をむかえる。

### キャスト
唐沢雪穂（容疑者の娘） - 堀北真希
高校生の時川島江利子と友達になり同じ大学に進学、その後篠塚一成と結婚する。やがて事業をし成功させていくが、友人の桐原亮司の自殺を悲しむ。
西本雪穂（10歳時期） - 福本史織
生活のため桐原亮司の父親と寺崎忠夫の相手をさせられる辛い生活をする。児童館で桐原亮司と出会い友人関係になる。桐原洋介殺害後、実母の文代を睡眠薬で眠らせ、味噌汁を噴出させてガスコンロの火を消させることによるガス中毒死を装い、桐原亮司と一緒に殺害する。
その後自分に抱きつく寺崎忠夫に睡眠薬入りのジュースを飲ませ、居眠り運転による交通事故に見せかけて殺害する。
桐原亮司（被害者の息子） - 高良健吾
高校入学式後、親元を離れ一人暮らしをする。高校在学中栗原典子と出会い同棲する。高校卒業後鉄工所に就職するが、平成10年に事件の真相を笹垣に突き止められ、自殺する。
桐原亮司（10歳時期） - 今井悠貴
両親の愛情に飢えており、児童施設に通い、一緒にいた西本雪穂と知り合い仲良くなるが、西本雪穂が実父桐原洋介に暴行されるのを目撃し父親を殺害し、西本雪穂を虐待する西本文代を睡眠薬の飲みすぎに見せかけて殺害する。
笹垣潤三（事件を追いかける刑事） - 船越英一郎
テレビ版では独身で刑事も中途退職し探偵事務所を開いているが、映画では妻子がいる(原作では、妻はいるが子どもはいない)。一人息子は昭和55年に白血病のため病死している。刑事も定年まで勤めている。平成10年に真相を突き止め、桐原亮司に再会し「俺が父親の代わりをする。お前を愛す」と宣言したが、その直後桐原亮司が自殺し、号泣した。
古賀久志（潤三の同僚の刑事） - 斎藤歩
テレビ版では松浦に殺されるが、映画版では殺されていない。
桐原弥生子（亮司の母親） - 戸田恵子　
松浦と浮気関係だったが数年後松浦は質屋の金を持ち逃げされたため、質屋を廃業しスナックを開く。テレビ版ではアルコール中毒で死んでいるが、映画では死んでいないしアルコール中毒にもなっていない。
松浦勇（弥生子の愛人、質屋従業員） - 田中哲司
テレビ版ではメインキャラで数々の悪行を重ねているが、映画版ではあまり登場していない。刑事に言い訳と大衆食堂でご飯を食べるシーンしか出ていない。
映画では唐沢雪穂を恐喝後、桐原亮司と大衆食堂で再会し楽しく会話した後、何者かに殺害される。
テレビ版では亮司を犯罪に利用するが、映画では亮司を坊ちゃんと慕っていた。
桐原洋介（亮司の父親、質屋の主人、刺殺された被害者） - 吉満涼太
質屋の経営者。一人息子の亮司の友人西本雪穂を性的虐待するところを亮司に目撃され殺害される。
篠塚一成（雪穂の夫） - 姜暢雄
テレビ版では独身であるのに対し、映画版では唐沢雪穂と結婚している。その後雪穂に対して恐怖を感じ、引きこもりになる。テレビ版でも映画版でも川島江利子と恋愛関係はあった。
篠塚美佳（篠塚の妹） - 小池彩夢（幼少時代：遠藤由実）
映画のみ登場。雪穂を毛嫌いしている。睡眠薬の類で眠らされた間に何者かにレイプされる。そして、そのトラウマを利用して美佳の心を雪穂が取り込む謀略に成功している。
川島江利子（雪穂の友人、一成の元恋人） - 緑友利恵
高校生の時藤村郁子にいじめられているところを唐沢雪穂に助けられ友人関係になり、雪穂と同じ大学に通い篠塚一成と恋愛関係になるものの、デートの日に郵便局員になりすました男に暴行されたため破局に。
菊池文彦（亮司の同級生） - 川村亮介
桐原洋介の遺体の第一発見者。その時に桐原洋介の財布を盗んでいる。高校生時代、藤村都子をレイプしたように亮司に見せかけられた。
藤村都子（雪穂の同級生）- 長谷川愛
テレビ版では唐沢雪穂をいじめていたが、映画では川島江利子をいじめていた。雪穂の母親が殺人犯との噂を流していた。その後何者かにレイプされる。
唐沢礼子（雪穂の親戚で養母） - 中村久美
唐沢雪穂の養母。テレビ版では桐原亮司に殺されるが、映画では殺されていない。
栗原典子（亮司の恋人） - 粟田麗
桐原亮司の恋人、薬剤師。映画版では平成元年に服毒自殺をしているが、テレビ版では自殺しておらず、亮司の子供を産んでいる。
西本文代（雪穂の母親、事件容疑者） - 山下容莉枝
自宅でガス中毒死したため、被疑者死亡で捜査が終了した。
寺崎忠夫（文代の恋人、事件容疑者） - 宮川一朗太
映画のみ登場。ロリコン趣味で西本雪穂に抱きつく行為をする。桐原洋介殺害後も西本雪穂に抱きつく行為をしていた。その後西本雪穂に睡眠薬入りのジュースを飲まされ居眠り運転で交通事故死する。
三枝徳行（雪穂のブティック経営の支援者） - 黒部進
映画のみ登場。篠塚雪穂を支援している。
篠塚義明（一成の父） - 篠田三郎
篠塚雅子（一成の母） - 日向明子
笹垣克子 (笹垣潤三の妻） - 佐藤寛子
刑事係長（笹垣の上司） - 並樹史朗
秋吉雄一（亮司の同級生） - 斎藤嘉樹
先輩の菊池に頼まれて雪穂や藤村都子の写真を撮っていた。
管理人 - 諏訪太朗
その他
宮本大誠、内山森彦、貴山侑哉、森永健司、坂田聡、浜近高徳、山下裕子、野添義弘、小柳友貴美、吉川拳生、田中伸一、下塚恭平、家入彬、佐々木崇雄、佐藤栞菜、斎藤千晃、長田奈麻、喜多陽子、長尾奈奈、白神早季子、瀬尾智美、野上敦美、宇賀那健一、大和田唯斗、大和田凱斗、関ファイト

### スタッフ
- 監督 - 深川栄洋
- 脚本 - 深川栄洋、入江信吾、山本あかり
- 原作 - 東野圭吾（集英社刊）
- 撮影 - 石井浩一
- 美術 - 岩城南海
- 装飾 - 松田光畝
- 照明 - 椎原教貴
- 音楽 - 平井真美子
  - オーケストラアレンジ - 多田彰文
- 音楽プロデューサー - 小野寺重之（松竹音楽出版）
- 録音 - 林大輔
- 編集 - 坂東直哉
- 助監督 - 菅原丈雄
- 音響効果 - 斉藤昌利
- スクリプター - 川野恵美
- 衣装 - 越智雅之
- スタイリスト - 浜井貴子
- 警察監修 - 飯田裕久
- スタントセーフティ - 川澄朋章、大石将史、谷本峰
- ロケ協力 - 羽生市ロケーションサービス、木更津市、多摩市たまロケーションサービス、前橋観光コンベンション協会、桐生市、わたらせフィルムコミッション、古河フィルムコミッション、笠間市フィルムコミッション、常総市フィルムコミッション、福島県猪苗代町、松本観光コンベンション協会ほか
- 協力 - 日本ダンススポーツ連盟、東部日本学生競技ダンス連盟、一橋大学体育会ほか
- タイトル - マリンポスト
- 現像・VFX - IMAGICA
- スタジオ - 日活撮影所
- エグゼクティブプロデューサー - 石垣裕之、小竹里美、菅井敦、阿久根裕行
- プロデューサー - 小島里佳、朴木浩美、井上竜太、橋口一成
- アソシエイト・プロデューサー - 山崎雅史
- 製作者 - 和崎信哉、依田巽、水口昌彦、稲葉貢一、堀義貴、鳥嶋和彦、町田智子
- 製作 - 「白夜行」製作委員会（WOWOW、ギャガ、ポニーキャニオン、トイズファクトリー、ホリプロ、イメージフィールド、集英社、朝日新聞社）
- 制作 - ホリプロ
- 制作プロダクション - イメージフィールド
- 配給 - ギャガ

### 主題歌
- 珠妃「夜想曲」（TOY'S FACTORY、アルバム『ヒカリ』に収録。）
  - デビュー曲であるが、女性歌手であること以外プロフィール未公開となっている。

## 関連作品
- 幻夜 -  2004年に刊行された姉妹作品。続篇であるとする推測もあるが、著者は明言を避けている。